# 阿拉斯加旱獺
阿拉斯加旱獺（學名：Marmota broweri）是松鼠科的一種啮齒類動物。它曾被視為與花白旱獺相同的亞種，但現已確認為一個完全獨立的亞種。阿拉斯加旱獺發現于阿拉斯加州布鲁克斯岭的岩屑堆上。具體來說，它們更喜歡居住在通常靠近湖泊的多岩石山區地形上，食用山腰上的植物，如草、種子和地衣。阿拉斯加旱獺體格粗壯，身体被濃密的灰色毛髮覆蓋，生活在由多個族群組成的兽群中。在冬季，它們會在地下洞穴中長期冬眠。雖然沒有得到深入研究，但它們並不被認為受到人類活動或其他方面的威脅。阿拉斯加州政府將2月2日定為旱獺日――一個旨在承認該州旱獺流行的節日，類似美國的土拨鼠日。

## 分類學
最初认为阿拉斯加旱獺與花白旱獺是同一個亞種，後來因阿拉斯加旱獺被證實为獨立的亞種而被推翻。科學家主要運用細胞色素b序列證明阿拉斯加旱獺是獨立的亞種，但仍然需要研究來評估遺傳分離對其碎片分佈的影響。

### 演化
阿拉斯加旱獺的祖先可追溯到更新世。但沒有已知的旱獺化石。然而，據報導從蘇厄德半島的Trail Creek 洞穴中發現一塊可追溯至更新世晚期的化石，該化石被推測為對阿拉斯加旱獺化石的錯誤識別。
分佈在全北極地區的14種旱獺亞種的進化譜系相對模糊。細胞色素b序列表明阿拉斯加旱獺最有可能與長尾旱獺、门兹比尔旱獭、阿爾卑斯旱獺和美洲旱獺關係更近。為了支持細胞色素b的結果，涉及線粒體DNA的實驗表明阿拉斯加旱獺最有可能與長尾旱獺和门兹比尔旱獭關係更近。然而，形態學數據已將阿拉斯加旱獺與堪察加旱獭聯繫起來。此外，體細胞染色體分析、生態學數據和行為數據表明，阿拉斯加旱獺和花白旱獭之間存在一定的關聯。

## 分佈和棲息地

### 分佈
就全球分佈而言，阿拉斯加旱獺分佈在新北界。阿拉斯加旱獺棲息在阿拉斯加中部和北部育空河和豪豬河以北的山脈中，包括布魯克斯山脈、雷山脈和科克林斯山。然而，有報導稱阿拉斯加旱獺出現在育空河地區北部的理查森山脈，但這些目擊事件尚未得到證實。它們的總體分佈仍然知之甚少。國際自然保護聯盟（IUCN）並不認為他們的種群“嚴重分散”，但阿拉斯加魚類和野生動物部門將其描述為“不完整”。
发现阿拉斯加旱獺以小型群体的形式散佈在整個阿拉斯加，每個群体由数個族群組成，位置記錄为從彼得斯湖至利斯本角和薩賓角的布魯克斯山脈。在北貝爾德山脈、穆利克山的河流附近、德龍山脈的科普特峰附近、布魯克斯山脈以南的幽靈谷和科克里恩斯山都有阿拉斯加旱獺的蹤跡。

### 棲息地
阿拉斯加旱獺分布于海拔約1,000（3,300英尺）至1,200（3,900英尺）的草原、內陸懸崖及山峰，經常在巨砾原、岩石山坡和露出地面的巖層、終磧和高山冻原上生长其草本饲料的岩屑堆中發現。阿拉斯加旱獺棲息在湖泊周圍的斜坡上，在遠離湖泊的地方較少發現。阿拉斯加旱獺永久棲息在冬季巢穴中，使用時間長達20年。入口處布滿植被、污垢和糞便。這些巢穴通常位於作為觀察哨所的壁架附近，由几个彼此相邻的单个家庭洞穴组成。它們的毛皮著色有助於融入岩石以逃避追捕。

## 描述
阿拉斯加旱獺擁有短頸、寬而短的頭部、小耳朵、短而有力的腿腳、毛发濃密的尾巴以及覆蓋粗糙毛髮的粗壯的身體。鼻部及頭部背面的皮毛一般呈深色，腳可能是淺色或深色的。阿拉斯加旱獺有堅韌的爪子，適合挖掘，但前肢的拇指有扁平指甲而非堅韌的爪子。它們的體型因冬眠週期變化很大。成年雄性阿拉斯加旱獺平均總身長為61（24英寸），平均體重為3.6（7.9英磅）。成年雌性則略小，平均身長為58（23英寸），平均體重為3.2（7.1英磅）。

### 解剖学上的区别
阿拉斯加旱獺眼睛的視網膜完全沒有視桿細胞，所以夜視能力很差。它們的眼睛也缺乏中央凹，因此視力比其他啮齿動物差得多。眼睛的位置使其侧向及纵向視野非常寬。像其他啮齿動物一樣，阿拉斯加旱獺的門齒不會停止生長。每個頜骨都有一對門齒。
與同樣在阿拉斯加發現的非常相似的花白旱獺相比，阿拉斯加旱獺的毛髮更加柔軟。它們也缺乏花白旱獺特有的白色面部斑塊。美洲旱獺是另一種阿拉斯加旱獺，與灰色的阿拉斯加旱獺和花白旱獺相比可通過更紅的毛色來區分。

## 生态

### 飲食
阿拉斯加旱獺的主要營養來源是生長在山坡上的植被，包括草，花，果实，穀物，荚果，地衣，偶爾還食用昆蟲。由於營養價值低，並且需要為冬眠做準備，因此必須大量食用。阿拉斯加旱獺通常被稱為雜食性動物，但它們也被描述為食虫动物，食叶动物，果食动物和食種動物。

### 被捕食
阿拉斯加土撥鼠被貂熊，狼，灰熊，郊狼和狐狸捕食。鵰，尤其是金雕，是幼年土撥鼠的主要捕食者。
如果該地區有捕食者，負責於哨的旱獺將通過雙高音調的警告聲來提醒洞穴裏的同伴。年長的土撥鼠會在幼崽玩耍時防禦並留意捕食者。它們只會在泥土中挖的巢穴內提供有限的保護，但是在岩石和巨石下建造的巢穴可以防止大型動物的風險，例如灰熊，它們會從泥土坑中挖出土撥鼠。

### 對生態系統的影響
旱獺用未吃的食物、筑巢材料和粪便丰富土壤，并透過挖掘帮助土壤通气。這也它们也是各种捕食者的食物来源之一。

## 行為

### 社会行为
阿拉斯加旱獺非常善於交際，生活在多達50個棲息地，而所有旱獺都有一個共同的洞穴系統。旱獺通常有自己的巢穴，而幼崽則與母親住在一起，父親住在附近的巢穴中。特別是在大型棲息地，阿拉斯加旱獺會定期輪換放哨的旱獺。
阿拉斯加旱獺會通過從面部腺體分泌一種物質並在巢穴周圍的岩石和各種小徑上摩擦其面部兩側來標記它們的領土。阿拉斯加旱獺也喜歡曬日光浴，並花大量時間進行整理自己的毛髮。

### 冬眠
阿拉斯加旱獺是冬眠時間較長的旱獺之一，據記錄，每年最多可達八個月。阿拉斯加旱獺在夏末會積累厚厚的脂肪層，以維持它們在整個冬季冬眠。阿拉斯加旱獺會一直活躍直到降雪，在9月到6月左右，進入冬眠狀態。阿拉斯加土撥鼠有特殊的冬季巢穴，在冬季冬眠期間，只有一個入口，上面塞滿了泥土，植被和糞便的混合物。這些冬季巢穴建在裸露的山脊上，解凍時間比其他地區更早，它們從9月開始一直呆在巢穴內，直到5月初插頭融化。然後，他們定居在家庭單位的巢穴中，共同冬眠過冬。
公共冬眠可能是一種適應的策略，可以降低代謝成本，同時試圖將體溫保持在冰點以上。在冬眠期間，他們的許多身體功能會下降，如體溫（平均在4.5°C（40.1°F）和7.5°C（45.5°F）之間），心率和呼吸頻率。阿拉斯加旱獺的冬眠不是連續的，因為它們每三到四周就會醒來一次，以便排尿和排便。在冬眠巢穴內，阿拉斯加旱獺通過可以耐受高二氧化碳和低氧的能力表現出長期冬眠適應能力。由於對北極環境和永久凍土的適應，所以阿拉斯加旱獺在從冬季巢穴出來之前便可以開始繁殖。

### 繁殖
雄性阿拉斯加旱獺是一夫多妻制的，與生活在同一領土上的單配偶制的雌性交配。它們是季節性的胎生繁殖，在早春交配一次，大約六周後分娩，產仔數從三到八不等，平均產仔數為四到五隻。雄性和雌性阿拉斯加旱獺均會參與飼養和保護幼崽的產卵穴。在兩性中，性生殖行為受到肛門氣味腺釋放的氣味的刺激。在分娩之前，雌性將首先關閉她的巢穴，然後她將獨自分娩。阿拉斯加旱獺的妊娠期約為五到六周。新出生的阿拉斯加旱獺是晚熟性動物，無毛，無牙，看不見，導致很容易受到捕食者的侵害。大約六周后，年輕的土撥鼠有厚厚柔軟的皮毛，它們可以開始暫時離開巢穴。它們將在第一年經歷三層皮毛，直到最後一層，它們就已經類似於成年阿拉斯加旱獺。它們將冬眠並與父母一起生活至少一年，兩年後它們將完全長大，並在兩到三年內達到性成熟。旱獺的壽命目前尚不清楚，但相信大約是13至15年。

## 保护状态
阿拉斯加旱獺的保护状态並不清楚，因為在自然棲息地很難找到它們。世界自然保護聯盟將阿拉斯加旱獺列為无危物种，表明它們面臨的危險相對較低。雖然阿拉斯加旱獺可能會被獵殺，但數量穩定，沒有瀕臨滅絕的風險。阿拉斯加旱獺已被宣佈為受威脅最少的旱獺。

### 危機
雖然人類直接干擾的危險很小，但氣候危險構成了重大威脅。阿拉斯加旱獺是14種旱獺中對人為干擾（包括氣候變化）最敏感的。

### 人工繁殖
據報導，阿拉斯加旱獺已成功人工繁殖並重新引入野外，但在某些情況下人工繁殖提高了阿拉斯加旱獺的死亡率。

## 与人类的关系
阿拉斯加原住民有時會獵殺旱獺以获取食物和溫暖的皮毛。這種毛皮相當有價值，1956年，阿拉斯加旱獺的皮毛價值約6至8美元（相當於2022年的約67.24至89.65美元）。
旱獺日是一個相對較新的阿拉斯加節日，與土撥鼠日相似。莎拉·佩林在2009年簽署一項法案，正式規定每年2月2日為土撥鼠日。由參議員琳達·梅納德提出的該法案說：“阿拉斯加旱獺有道理成為阿拉斯加版的土撥鼠菲尔，土撥鼠菲尔是賓夕法尼亞州一只以冬季天氣預測而聞名的的土撥鼠。”但她並不期望旱獺可以預測天氣，而是希望该州能開展有關旱獺的教育活動。

## 外部連結
- 维基共享资源上的相關多媒體資源：阿拉斯加旱獺